# Havaika
Havaika is een geslacht van spinnen uit de familie springspinnen (Salticidae). De typesoort van het geslacht is Havaika jamiesoni. 

## Soorten
De volgende soorten zijn bij het geslacht ingedeeld:
- Havaika albociliata (Simon, 1900)
- Havaika arnedoi Prószyński, 2008
- Havaika beattyi Prószyński, 2008
- Havaika berlandi Prószyński, 2008
- Havaika berryorum Prószyński, 2008
- Havaika canosa (Simon, 1900)
- Havaika ciliata Prószyński, 2008
- Havaika cruciata (Simon, 1900)
- Havaika flavipes (Berland, 1933)
- Havaika gillespieae Prószyński, 2008
- Havaika gressitti Prószyński, 2008
- Havaika jamiesoni Prószyński, 2002
- Havaika kahiliensis Prószyński, 2008
- Havaika kauaiensis Prószyński, 2008
- Havaika kraussi Prószyński, 2008
- Havaika mananensis Prószyński, 2008
- Havaika mauiensis Prószyński, 2008
- Havaika navata (Simon, 1900)
- Havaika nigrolineata (Berland, 1933)
- Havaika oceanica Prószyński, 2008
- Havaika pubens (Simon, 1900)
- Havaika senicula (Simon, 1900)
- Havaika tantalensis Prószyński, 2008
- Havaika triangulifera (Berland, 1933)
- Havaika valida (Simon, 1900)
- Havaika verecunda (Simon, 1900)